# 紀文惠
紀文惠（英語：Justine Chi，1979年11月5日—），台灣女藝人、演員、歌手，出生於台灣台北市。2010年參與《金曲超級星》藝人歌唱大賽，表現亮眼，之後與前十強合開演唱會，並於2011年發行出道以來首張唱片。2012年9月16日，與交往兩年的導演男友吳建新舉辦婚宴，吳建新在偶像劇《月光森林》（2002年）擔任工作人員時就暗戀紀文惠，這次婚禮席開50桌，總計約花費近1600萬打造。

## 金曲超級星比賽成績
| 集數 | 播出日期   | 節目主題           | 演唱歌曲                                                         | 觀眾(30%) | 評審(70%) | 總分數 | 註                                     |
| ---- | ---------- | ------------------ | ---------------------------------------------------------------- | --------- | --------- | ------ | -------------------------------------- |
| 01   | 2010/01/03 | 全國藝人總決賽     | 純真／梁靜茹                                                     | -         | -         | 晉級   | 第一階段晉級                           |
| 02   | 2010/01/10 | 24強 明星對決PK    | Self／陳綺貞                                                     | 54/70(23) | 90(63)    | 86     | PK掉74分李淑楨                         |
| 03   | 2010/01/17 | 大明星情藝相挺     | 我願意／王菲                                                     | 63/70(27) | 92(64)    | 91     | feat.陳乃榮，個人最高分紀錄            |
| 04   | 2010/01/24 | 拿手好歌淘汰賽     | 天黑黑／孫燕姿                                                   | 48/70(21) | 87(61)    | 82     | 晉級                                   |
| 05   | 2010/01/31 | 狂野High歌挑戰賽   | 第一天／孫燕姿                                                   | 59/70(25) | 83(58)    | 83     | 晉級                                   |
| 06   | 2010/02/07 | 10強資格試煉賽     | 怎樣／戴佩妮                                                     | 60/70(26) | 84(59)    | 85     | PK素人為快樂二世代李易達，獲73分       |
| 07   | 2010/02/21 | 10強嚴苛淘汰賽     | 隱形的翅膀／張韶涵                                               | 55/70(24) | 84(59)    | 83     | PK藝人為徐潔兒，獲82分                 |
| 09   | 2010/03/07 | 9強歌手合唱賽      | 一個像夏天一個像秋天／范瑋琪                                     | 54/70(23) | 83(58)    | 81     | feat.林宣彤，敗部復活失敗              |
| 10   | 2010/03/14 | 金曲天團大賽       | 浪人情歌／伍佰                                                   | 54/70(23) | 88(62)    | 85     | feat.管罄，團名"Rough Ladies"          |
| 11   | 2010/03/21 | 12強突破自我淘汰賽 | 秘密／藍又時                                                     | 65/70(28) | 83(58)    | 86     | 晉級                                   |
| 12   | 2010/03/28 | 11強憾動人心淘汰賽 | 旅行的意義／陳綺貞                                               | 68/70(29) | 84(59)    | 88     | PK陳嘉唯，同分晉級                     |
| 13   | 2010/04/04 | 10強登台資格賽     | 1.風箏／孫燕姿 2.愛情有甚麼道理／莫文蔚 3.姊姊妹妹站起來／陶晶瑩 | 55/70(24) | 80(56)    | 80     | 晉級                                   |
| 14   | 2010/04/11 | 前進9強音樂合作賽  | 夢醒了／那英                                                     | 64/70(27) | 83(58)    | 85     | feat.台北愛樂青年管弦樂團＋合唱團      |
| 15   | 2010/04/18 | 最終8強正式出爐    | 他一定很愛你／阿杜                                               | 54/70(23) | 84(59)    | 82     | PK新加坡視障歌手85分陳偉聯。落淘汰區。 |
| 15   | 2010/04/18 | 60秒淘汰區復活賽   | 到不了／范瑋琪                                                   | 51/70     | -         | 51     | 淘汰，獲第九名。                       |

## 音樂作品

### 錄音室專輯
| 專輯 | 發行日期      | 專輯名稱     | 語言 | 曲目 |
| 1    | 2011年3月25日 | 《紀文惠》   | 國語 | 1. 給你們的一封信 2. 怎麼啦 3. 換日線 4. 觀眾 5. 停損點 6. 每個人都喜歡你 7. 前女友 8. 戀人的名字 9. 不同 10. 停損點(Remix) |
| 2    | 2013年9月1日  | 《愛救了我》 | 國語 | 1. 序曲 2. 感謝我救主 3. 愛救了我 4. 我的生命裡有祢 5. 天父的歌 6. 感謝我救主 7. 愛救了我 8. 我的生命裡有祢 9. 天父的歌     |
| 3    | 2014年3月25日 | 《愛啟程》   | 國語 | 1. 傻傻出發 2. Love is on the way 3. 喜歡你現在的樣子 4. 我在這裡快樂 5. 烏龜 6. 你是唯一 7. 特效藥 8. 美麗的夜裡           |

## 演出紀錄

### 電視劇
- 《青春orz》（品德教育心系列）
- 《音樂愛情故事》（2001年）
- 《吐司男之吻》（2001年）
- 《張清芳之音樂愛情故事》（2002年）
- 《月光森林》（飾演佳乃，2002年）
- 《熟女慾望日記》（飾演楊念，2003年）
- 《香草戀人館》（飾演方莉莉，2004年）
- 《8星報喜》（飾演劉雨晨，2005年）
- 《光陰的故事》（飾演汪娟娟，2008年）
- 《真情伴星月》（飾演周如意，2009年）
- 《女人四十》（飾演書書，2009年公視人生劇展）
- 《開封有個包青天》 （飾演王以藍，2009年）
- 《33故事館-幸福裡的愛情》 （飾演，2011年）
- 《花是愛》 （飾演醫生，2012年）

### 電影
- 《鹹豆漿》（2002年）
- 《狂放》（2004年）
- 《午夜照相館》（2006年）
- 《匿名遊戲》（2008年）

### MV
- 伍思凱〈愛的牧羊人〉1999年
- 吳宗憲〈2000愛我〉2000年
- 許志安〈這一秒你好不好〉2001年
- 那英〈我不是天使〉2001年
- 林憶蓮〈最好的事〉2003年
- 五月天〈闖〉2003年

### 廣告
廣告CF
- 1997年6月雀巢檸檬茶
- 1997年8月可果美番茄汁
- 1997年8月國泰人壽
- 1997年12月漢朝拉麵
- 1998年3月東芝冷氣
- 1998年5月孔雀餅乾
- 1999年3月金車泡麵
- 1999年5月聯邦銀行信用卡
- 1999年5月中華電信
- 1999年7月孔雀餅乾
- 1999年7月KONIKA軟片
- 1999年8月蜜妮洗面乳
- 1999年10月三陽機車
- 1999年11月波爾口香糖
- 1999年12月普力機能飲料
- 1999年12月NISSAN汽車
- 1999年12月摩托羅拉手機
- 2000年4月LAVENA洗髮精
- 2000年5月田園小鋪飲料
- 2000年5月比雅久機車
- 2000年5月黑松果汁飲料
- 2000年5月道地麥茶
- 2000年5月雅芳化妝品
- 2001年7月黑松鮮泡飲料
- 2001年8月吉列女士除毛刀
- 2001年9月歐蕾保養品大陸版
- 2002年裕隆汽車
- 2002年台灣大哥大
- 2002年肯德基炸雞
- 2002年台新銀行

廣告平面
- 1999年夏-冬季富筱茹服裝代言人
- 2001年2月VE’ST服飾代言人
- 2001年2月蜜妮乾溼紙巾
- 2001年4月台新銀行
- 2001年9月Levi's牛仔褲平面代言人
- 2002年牧野直人Y.A.P. 平面代言人
- 2002年6月肯德基蛋塔
- 2002年Y.A.P服飾代言人
- 2002年12月美爽爽化妝品
- 2003年s&k服飾

### 主持
- TVBS-G《OH！JAPAN》
- TVBS-G《OH！KOREA》

## 外部連結
- 紀文惠的新浪微博

## 腳注
1. 1 2  吳玫穎; 張瀞勻. . 台北: ETtoday 東森新聞雲. 2012-09-17  [2014-07-09]. （原始内容存档于2014-07-14）.